# 奥兰多·波尔莫纳里
奥兰多·波尔莫纳里（義大利語：Orlando Polmonari，1924年3月11日—2014年8月27日），意大利男子竞技体操运动员。他曾获得1960年夏季奥运会体操比赛男子团体全能铜牌。他也参加了1952年夏季奥运会。